# 信越號列車
信越（日语： Shinetsu */?）是由東日本旅客鐵道（JR東日本）營運，行走於直江津站至新潟站之間的快速列車。途經信越本線。
此條目同時會記述於新潟地區行走的確保座位之通勤列車演變。

## 概要
曾經在信越本線上行走的確保座位之通勤列車共有2班，1班在早上行走的下行「早安信越」，1班是晚上行走的上行「樂樂列車信越」。前者為座位指定制列車，後者為座位定額制列車。後來把上述兩個列車統一名為「信越」，同時統一為座位指定制。在2021年開始運行，但是翌年2022年時間表修正起被廢除。
「信越」是JR東日本唯一定期快速列車只有指定席座位。

## 運行概況
快速「信越」只存在了1年。在這約1年期間，早上設有1班下行列車，晚上設有1班上行列車，兩個班次均行走於直江津站至新潟站之間。快速「信越」的停車站比沒有愛稱的快速列車還要少，停車站數目基本上與特急「白雪」差不多。
所有車廂為指定席。持有定期票的乘客只需購入指定席券便可乘車。

### 停車站
直江津站 - 柿崎站 - 柏崎站 - 來迎寺站 - 長岡站 - 見附站 -（三條站）- 東三條站 - 加茂站 -（矢代田站）- 新津站 - 新潟站
- 只有上行班次停靠三條站和矢代田站。

### 使用車輛與編成
快速「信越」使用了新潟車輛中心所屬的E653系電動列車1100番台，以4卡編成行走。所有車輛都是普通車廂指定席。

## 新潟地區確保座位之通勤列車概說

### 信越本線方向的列車
為了滿足信越本線於新潟都市圈沿線的確保座位之通勤列車需求。在1994年（平成6年）12月3日時間表修正起，開設了從新潟前往長岡的通勤Liner列車「樂樂Liner」。在1999年（平成11年）2月27日時間表修正起，首都圈地區的Liner列車中設定了「Liner券」，由於「樂樂Liner」需要乘車整理券才可乘坐此列車，因此列車愛稱改為「樂樂Home Train」。在2004年（平成16年）3月13日時間表修正起，隨著開設「樂樂列車村上」，「樂樂Home Train」改名為「樂樂列車長岡」。
在2012年（平成24年）3月17日實施時間表修正，隨著行走於大阪站至新潟站之間的急行「北國」之定期班次被廢除，而該急行除了運送遠距離的乘客外，也負擔起於早上和深夜運送乘客來往上越地方、柏崎市和新潟市，因此「樂樂列車長岡」需要繼承了這個需求。當日起延長至直江津，並且由只於平日運行變為毎日行走，列車名稱也改名為「樂樂列車信越」。同時開設從直江津於早上6時時段出發的「早安信越」，該列車不是使用乘車整理券制，而是座位指定制。
在2021年（令和3年）3月13日時間表修正中，「樂樂列車信越」的乘車整理券制被廢除，改為與「早安信越」同樣，採用座位指定席制。同時，「樂樂列車信越」和「早安信越」合併為「信越」。停車站在這次合併中沒有改變。

#### 停車站（信越本線確保座位之通勤列車）
新潟站 - 新津站 -（矢代田站）- 加茂站 - 東三條站 -（三條站）- 見附站 - 長岡站 - 來迎寺站 - 柏崎站 - 柿崎站 - 直江津站
- 只有「樂樂列車信越」停靠矢代田站和三條站。

#### 使用車輛與編成（信越本線確保座位之通勤列車）
在開始運行當初，使用了新潟車輛中心所屬的485系電動列車（6卡編成）3000番台（R編成）或1000番台（T編成）。該列車也會主要行走特急「北越」和快速「頸城野」。而「早安信越」和「樂樂列車信越」設有專用的頭牌。「樂樂列車信越」的1號車廂中，半個空間為綠色車廂指定席，另外半個空間為普通車廂指定席，乘坐綠色車廂時，實際上不需要綠色車廂券，只需整理券便可乘車。另外，「樂樂列車信越」6號車廂為「Ladies Car」，該車廂等同首都圈的女性專用車廂。
在2015年3月時間表修正中，改用了新潟車輛中心所屬的E653系電動列車1100番台（4卡編成）。該車輛沒有綠色車廂與「Ladies Car」。

### 羽越本線方向的列車

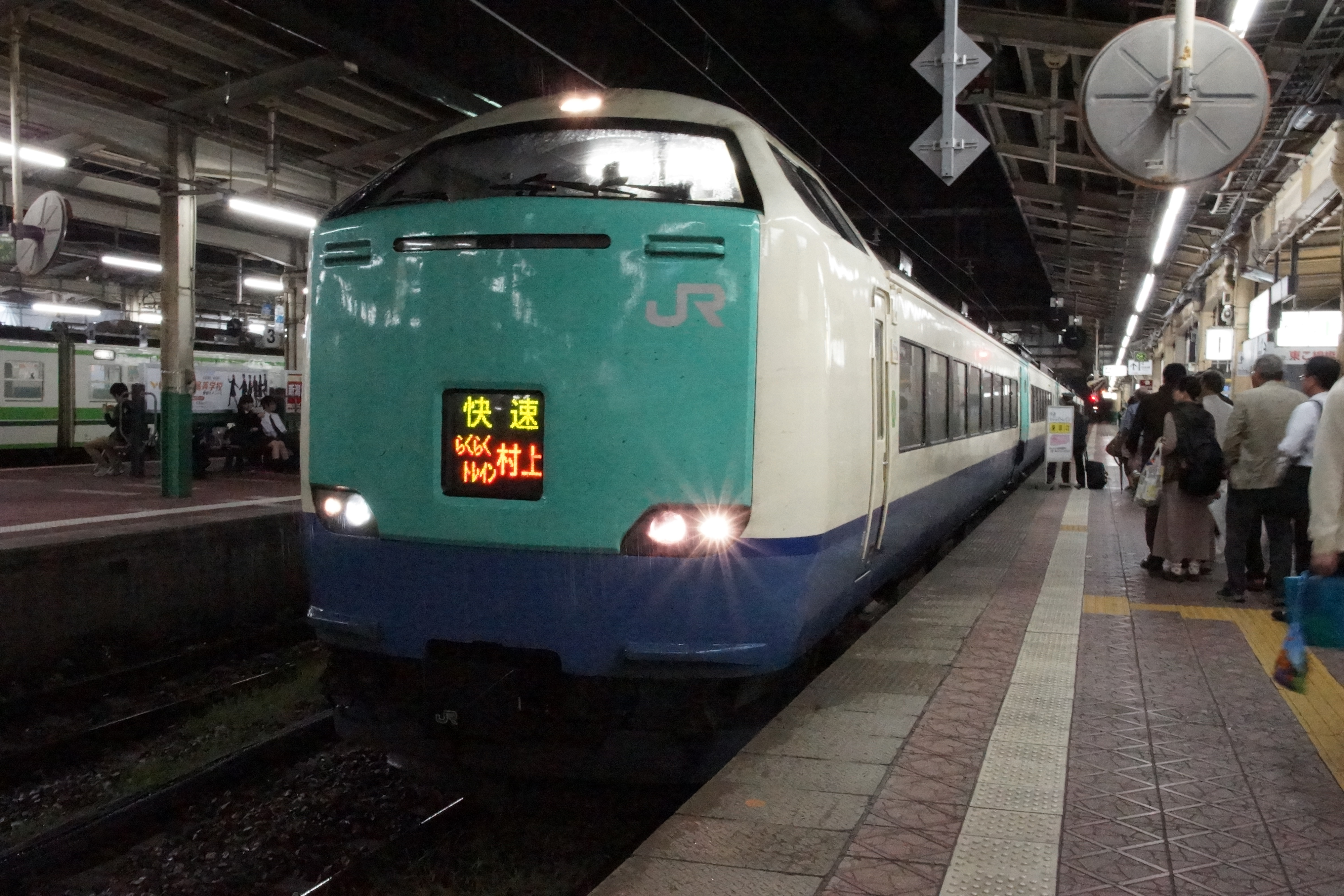
樂樂列車村上

為了滿足白新線和羽越本線沿線的確保座位之通勤列車需求。在2004年（平成16年）3月13日時間表修正中，開設了從新潟前往村上，乘車整理券制的快速列車「樂樂列車村上」。在這個修正中，「月光越後」上下行班次均縮短至新潟，而「樂樂列車村上」會使用「月光越後」的車輛行走。在開設此列車至廢除前，每日只有下行1班。
在2021年3月時間表修正中，「樂樂列車村上」被廢除，自此沒有羽越本線方向的確保座位之通勤列車。
另外，當「樂樂列車村上」到達村上站後，會行走折返班次返回新潟站，該班次是不需要乘車整理券的快速列車，因此該列車成為了升級列車（日语：乗り得列車）。該快速列車的停車站與「樂樂列車村上」相同。

#### 停車站（羽越本線確保座位之通勤列車）
新潟站 - 豐榮站 - 新發田站 - 中條站 - 坂町站 - 村上站

#### 使用車輛與編成（羽越本線確保座位之通勤列車）
當初，「樂樂列車村上」與「樂樂列車信越」同樣，都是使用新潟車輛中心所屬的485系電動列車（6卡編成）之R編成或T編成。同樣設有半個車廂空間的綠色車廂和「Ladies Car」。同樣也設有專用頭牌。
在2014年7月12日起，使用車輛由485系更換為新潟車輛中心所屬的E653系電動列車1000番台（7卡編成）。在改用E653系後，乘客不可以再乘坐綠色車廂和再沒有「Ladies Car」。

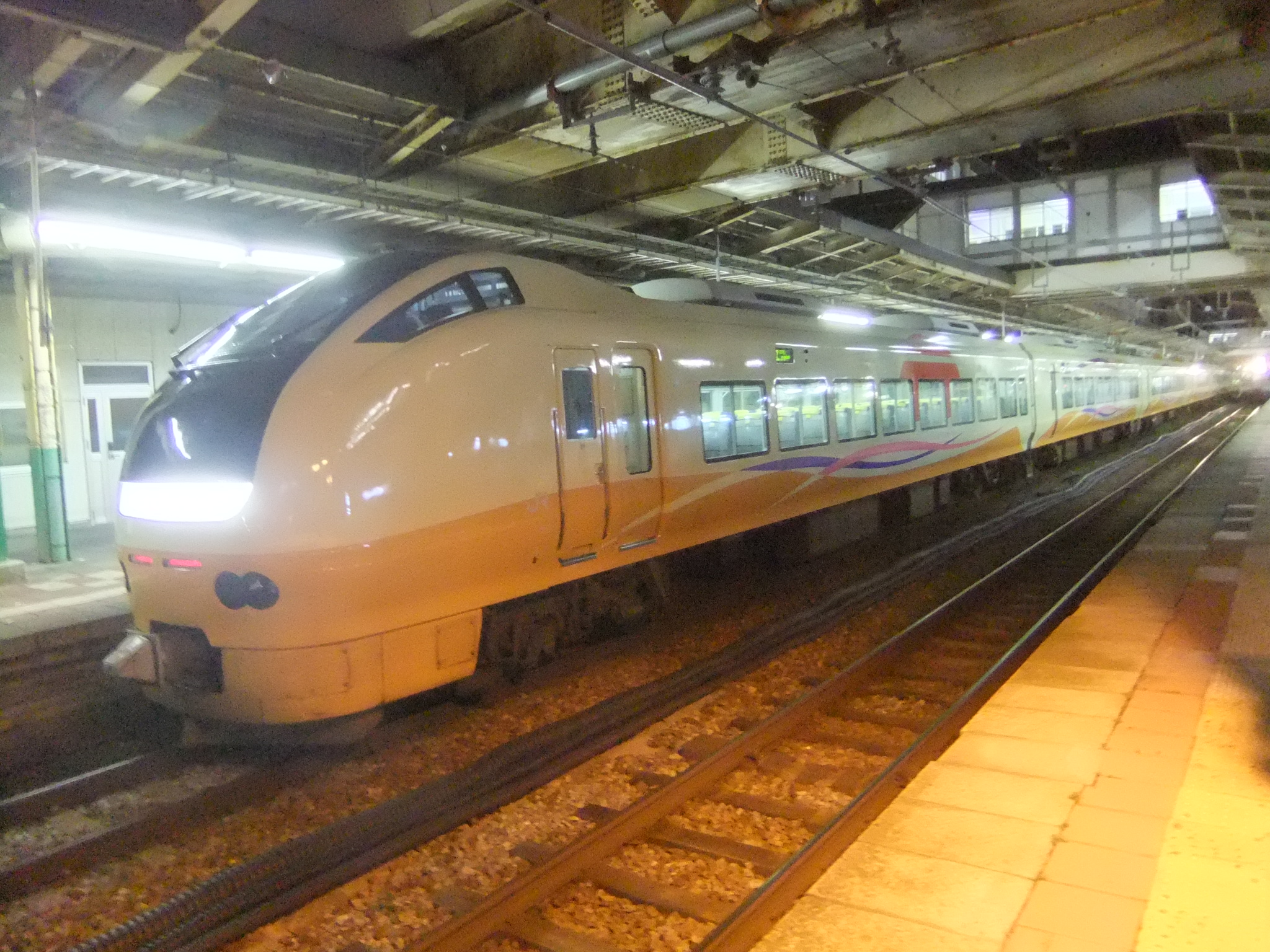
E653系の「樂樂列車村上」

## 新潟地區確保座位之通勤列車演變
- 1994年（平成6年）12月3日：開設從新潟前往長岡的通勤Liner列車，快速「樂樂Liner」登場。實際上是12月5日才開始行走[2]。
- 1999年（平成11年）2月27日：「樂樂Liner」改名為「樂樂Home Train」。

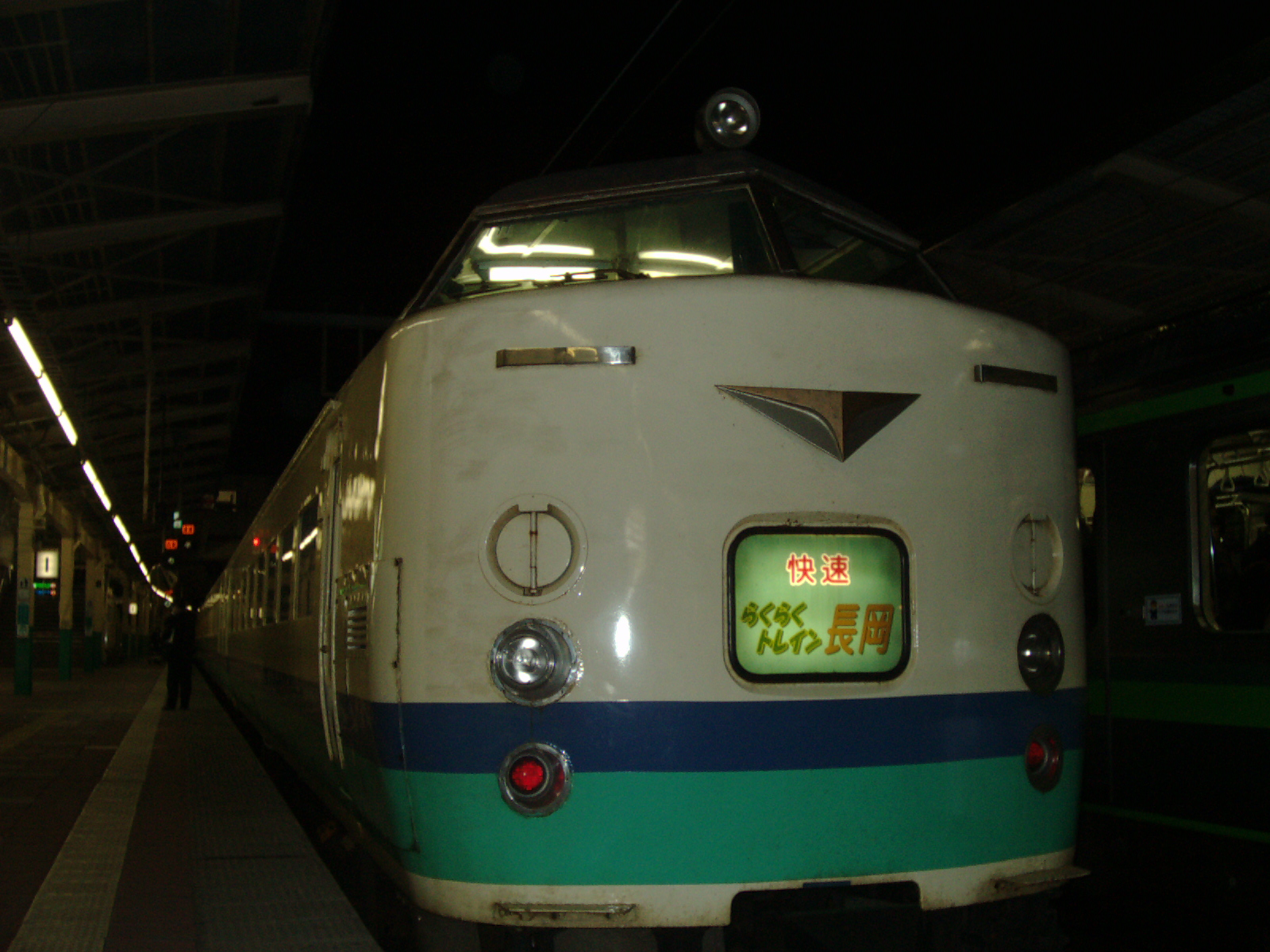
らくらくトレイン長岡

- 2004年（平成16年）3月13日：開設從新潟前往村上的快速「樂樂列車村上」。同日，「樂樂Home Train」改名為「樂樂列車長岡」。同時，乘車整理券的費用由310日圓減至300日圓。
- 2007年（平成19年）3月18日：實施時間表修正，所有班次所有座位均禁煙。
- 2012年（平成24年）3月17日：「樂樂列車長岡」延長至前往直江津，並改名為「樂樂列車信越」。另外，開設從直江津前往新潟的快速「早安信越」，全車為指定席。
- 2014年（平成26年）
  - 4月1日：隨著增加消費稅，乘車整理券的費用加至310日圓。
  - 7月12日：「樂樂列車村上」的使用車輛由485系電動列車（6卡）變換為E653系電動列車（7卡）。同時不再設有「Ladies Caar」，乘客不可再使用綠色車廂。
- 2015年（平成27年）3月14日：「樂樂列車信越」和「早安信越」的使用車輛由485系電動列車（6卡）變換為E653系電動列車（4卡）。使乘客不可再使用「早安信越」的綠色車廂，同時「樂樂列車信越」不再設有「Ladies Caar」。
- 2019年（令和元年）10月1日：隨著增加消費稅，乘車整理券的費用加至320日圓。
- 2021年（令和3年）3月13日：實施時間表修正，設有以下變更[3]。
  - 「早安信越」和「樂樂列車信越」合併並改名為「信越」，所有班次所有車廂統一為座位指定制。
  - 「樂樂列車村上」被廢除。
- 2022年（令和4年）3月12日：實施時間表修正，「信越」被廢除。長岡站至直江津站之間由不需額外費用的快速列車取代，使用E129系行走[4]。

## 注腳